# Prague
Prague（プラハ）は、日本のスリーピースロックバンド。2006年結成、2009年9月にキューンレコードよりメジャーデビュー。
2013年に無期限活動休止を発表。

## メンバー

### 鈴木 雄太（すずき ゆうた）
1986年4月20日生まれ。ボーカル・ギター担当。血液型B型。埼玉県出身。愛称は「ユウタ」。
Pragueの全楽曲の作詞を担当。鈴木の書く歌詞について伊東は、「元々語尾に特徴があって、中性的な言い方をする。」「結成当初は漢文みたいな漢文のような感じで、わからなかった」とコメントしている。
伊東とは高校の同級生で、高校卒業後も同じ専門学校であるミューズ音楽院に入学。

### 伊東 賢佑（いとう けんすけ）
1986年11月20日生まれ。ドラム担当。血液型B型。東京都出身。愛称は「けんちゃん」。珈琲とチョコレートが好物。
ラジオではメインMCを担当。
Pragueの活動休止後は、バンド「OddPublicAssociation」「C.R.C」の一員として活動する他、国内外問わず多数のアーティスト(AwesomeCityClub,OVERTHEDOGS,そのうちやる音,Cuon,アドベントクローバーなど)のサポートも行なっている。
2016年に敢行された初音ミクの北米ツアー「MIKU EXPO 2016 North America」にドラマーとして参加。
他にもマジカルミライ（2014・2015・2017）、MIKU EXPO（2018）、MIKU WITH YOU（2019）などにも参加。

### 金野 倫仁（こんの つぐひと）
1986年5月27日生まれ。ベース担当。血液型O型。千葉県出身。愛称は「こんぴー」。
大学を中退後、ミューズ音楽院に入学し、鈴木や伊東と出会う。
2011年に楽器メーカー「スタインバーガー」の認定アーティスト「STEINBERGER ARTISTS」に、日本人アーティストとして初めて選出された。
Pragueの活動休止後は、瑞葵と2人組ユニット「UNIDOTS」を結成し、2017年11月5日にShibuya eggmanでユニット初のワンマンライブを開催した。

## 来歴
2006年
- 「Prague」を結成。

2009年
- 9月9日 - キューンレコードから1stシングル「Slow Down」でメジャーデビュー。
- 11月7日 - NEXUS"ポップとロックの因数分解、その傾向と対策!?"出演。
- 12月9日 - 2ndシングル「Light Infection」をリリース。オリコンチャートに初めてランクインし、最高位25位を記録した[9]。
- 12月29日 - COUNTDOWN JAPAN 09/10出演。

2010年
- Prague presents "Light Infection" TOURを開催。
- 5月12日 - 3rdシングル「Distort」をリリース。
- 6月6日 - Getting Better 14th Anniversary Party “Extra”出演。
- 6月29日 - 渋谷CLUB QUATTROにてSPECIAL FREE LIVE「Perspective」を開催。
- 7月14日 - 1stアルバム『Perspective』をリリース。
- 7月27日・8月31日・9月28日 - Prague Monthly Sessions「Fire Fire Fire」を開催。
- 8月7日 - ROCK IN JAPAN FESTIVAL 2010出演。
- 12月28日 - COUNTDOWN JAPAN 10/11出演。

2011年
- 5月11日 - 1stミニアルバム『花束』をリリース。
- 5月26日 - Prague Spring session "HANATABA" 下北沢SHELTERを開催。
- 8月10日 - 4thシングル「バランスドール」をリリース。
- 10月26日 - 2ndアルバム『明け方のメタファー』をリリース。

2012年
- 11月21日 - 5thシングル「脱走のシーズン」をリリース。

2013年
- 1月31日 - 渋谷CLUB QUATTROにて「プラハの春」を開催し、同ライブでライブ録音された音源が3rdアルバム『ある篝火について』としてリリースされた[10]。
- 5月13日 - 鈴木のブログ上で、無期限活動休止を発表[2]。

## 作品

### シングル
| 枚  | 発売日         | タイトル        | 規格品番                                      | 順位 |
| --- | -------------- | --------------- | --------------------------------------------- | ---- |
| 1st | 2009年9月9日   | Slow Down       | 初回生産限定盤：KSCL-1447/8 通常盤：KSCL-1449 |      |
| 2nd | 2009年12月9日  | Light Infection | 初回生産限定盤：KSCL-1516/7 通常盤：KSCL-1518 | 25位 |
| 3rd | 2010年5月12日  | Distort         | KSCL-1581                                     |      |
| 4th | 2011年8月10日  | バランスドール  | 初回生産限定盤：KSCL-1883/4 通常盤：KSCL-1885 | 55位 |
| 5th | 2012年11月21日 | 脱走のシーズン  | 通常盤：KSCL-2148                             |      |

### アルバム

#### オリジナルアルバム
| 枚  | 発売日         | タイトル           | 規格品番                                      | 順位  |
| --- | -------------- | ------------------ | --------------------------------------------- | ----- |
| 1st | 2010年7月14日  | Perspective        | KSCL-1606                                     | 281位 |
| 2nd | 2011年10月26日 | 明け方のメタファー | 初回生産限定盤：KSCL-1866/7 通常盤：KSCL-1868 |       |
| 3rd | 2013年3月27日  | ある篝火について   | KSCL-2216                                     |       |

#### ミニアルバム
| 枚  | 発売日        | タイトル | 規格品番  |
| --- | ------------- | -------- | --------- |
| 1st | 2011年5月11日 | 花束     | KSCL-1773 |

## ミュージックビデオ
| 監督         | 曲名                                                          |
| 奥和義       | 「Distort」「Light Infection」「Slow Down」「バランスドール」 |
| 鎌谷聡次郎   | 「遮光」                                                      |
| 中村ムニエル | 「脱走のシーズン」                                            |

## タイアップ一覧
| 使用年 | 曲名            | タイアップ                                                         | 初出作品                       |
| ------ | --------------- | ------------------------------------------------------------------ | ------------------------------ |
| 2009年 | Light Infection | テレビ東京系アニメ『銀魂』オープニングテーマ（第177話 - 第201話）  | シングル「Light Infection」    |
| 2009年 | Light Infection | テレビ東京系『JAPAN COUNTDOWN』12月度オープニングテーマ            | シングル「Light Infection」    |
| 2010年 | Distort         | テレビ東京系『JAPAN COUNTDOWN』5月度オープニングテーマ             | シングル「Distort」            |
| 2011年 | バランスドール  | テレビ東京系アニメ『銀魂'』エンディングテーマ（第215話 - 第227話） | シングル「バランスドール」     |
| 2011年 | 秋揺れ          | 日本テレビ系『ハッピーMusic』10月度エンディングテーマ              | アルバム「明け方のメタファー」 |
| 2011年 | 秋揺れ          | テレビ神奈川『saku saku』11月度エンディングテーマ                  | アルバム「明け方のメタファー」 |
| 2012年 | 脱走のシーズン  | 東映配給映画『ぼくが処刑される未来』主題歌                         | シングル「脱走のシーズン」     |

## 出演

### ラジオ番組
- 「PragueのPrivate Planet」（cross fm／2009年7月7日 - 2011年6月24日）
- 「PLUG IN Prague」（NACK5／2010年4月3日 - 9月25日）

### ネット番組
- Prague-Stream vol.1 (THEATRE BROOK×Prague Live) （2011年1月15日）
- Prague-Stream vol.2 (Nakameguro Studio Live 1)（2011年1月30日）
- Prague-Stream vol.3 (Nakameguro Studio Live 2)（2011年2月28日）
  - Guest：エマーソン北村
- Prague-Stream vol.4 (Nakameguro Studio Live 3)（2011年4月10日）
- Prague-Stream vol.5「裏側も全て見せますPragueスタジオライブ」（2011年7月4日）
- Prague-Stream vol.6（2011年8月1日）

## 主なライブ
- 2009年09月16日 - LIVE SUPERNOVA
- 2009年10月31日 - MINAMI WHEEL 2009
- 2009年11月07日 - NEXUS〜ポップとロックの因数分解、その傾向と対策!?〜
- 2009年12月29日 - COUNTDOWN JAPAN 09/10
- 2010年03月14日 - ジン Presents「ing」Vol.4
- 2010年03月25日 - 銀魂春祭り2010
- 2010年05月25日 - トキ 1
- 2010年08月07日 - ROCK IN JAPAN FESTIVAL 2010
- 2010年08月31日 - "Prague monthly sessions 「Fire Fire Fire」"
- 2010年09月10日 - 「RADIO DRAGON」presents Live Dragon vol.2 powered by TOKYO FM、KDDI、JUICE
- 2010年11月11日〜12月15日 - ROCK'N'ROLL SUNDAY TOUR 2010 〜秋の陣〜
w/S.R.S, Qwai, THE UNIQUE STAR
- 2010年12月28日 - COUNTDOWN JAPAN 10/11
- 2011年03月21日 - SANUKI ROCK COLOSSEUM 2011
- 2011年06月29日 - FLiP 〜ひ、と、のざま!!TOUR〜
- 2011年09月17日 - イナズマロックフェス 2011
- 2011年10月23日 - TOKYO BOOT UP! 2011
- 2011年12月31日 - LIVE DI:GA JUDGEMENT 2011
- 2012年05月25日・26日 - UNCHAIN 5th Album Release Tour 「Eat The Moon Parade」
- 2012年06月29日 - Prague & SHELTER presents vol.2「Discovery」
- 2012年09月24日 - 3rd Stone FTS Presents "MUSIC"
- 2012年10月28日 - Suck a Stew Dry "ラブレスレター" release tour 2012
- 2012年11月17日 - 5th Single「脱走のシーズン」RELEASE LIVE & Prague Tokyo Circuit 2012 FINAL
- 2012年12月13日 - SLIP STREAM Vol.4
- 2012年12月30日 - LIVE DI:GA JUDGEMENT 2012
- 2013年01月31日 - プラハの春
- 2013年02月24日 - DISK GARAGE MUSIC MONSTERS -2013 winter-
- 2013年03月06日 - [NOiD] vol.18